# Friedrich zu Solms-Laubach (1833–1900)
Friedrich Wilhelm August Christian Graf zu Solms-Laubach (* 23. Juni 1833 in Laubach; † 1. September 1900 ebenda) war ein hessischer Standesherr und Reichstagsabgeordneter.

## Leben
Friedrich war der Sohn des früheren Reichstagsmitgliedes, des Grafen Otto zu Solms-Laubach (1799–1872) und dessen Ehefrau Luitgarde geborene Prinzessin zu Wied (1813–1870). Er besuchte das Gymnasium in Marburg und die Universitäten in Bonn und Göttingen. Von 1854 bis 1859 war er Offizier im königlich preußischen 1. Garde-Regiment zu Fuß. Im Krieg 1870/1871 war er Delegierter für das Johanniter-Reserve-Lazarett Nieder-Weisel bei Butzbach. Seit Januar 1871 Kompanieführer im Garnison-Bataillon Nr. 74 in Wesel. Er schied als Major à la suite aus dem Militärdienst aus.

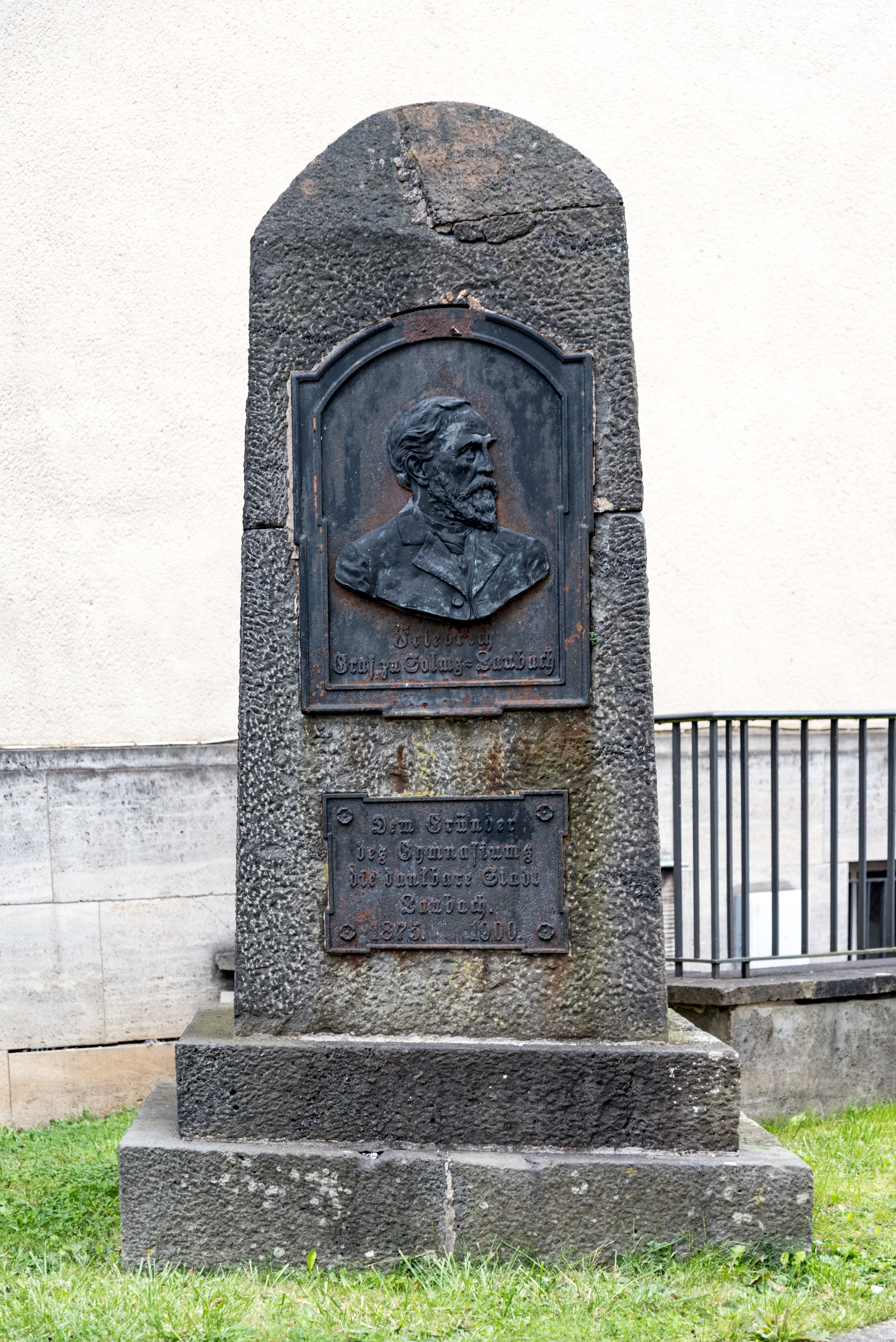
Gedenkstein für Friedrich Graf zu Solms-Laubach

Seit März 1868 war er in Stellvertretung seines Vaters als Chef der Familie Mitglied der ersten Kammer der Landstände des Großherzogtums Hessen in Darmstadt. 1872 folgte er seinem Vater in der Standesherrschaft Laubach nach. 1889 bis 1900 war er zweiter Präsident der ersten Kammer. Seit Februar 1870 war er Vertreter des 3. oberhessischen Wahlkreises im norddeutschen Reichstag. Von 1871 bis 1874 war er Mitglied des Deutschen Reichstags für die Deutsche Reichspartei für den Wahlkreis Hessen 3 (Alsfeld-Lauterbach-Schotten).
Solms-Laubach war Präsident des Landwirtschaftlichen Verbandes für die Provinz Oberhessen, Präsident des Vereins deutscher Standesherren und wurde 1895 mit einer Goldmedaille für Wissenschaft, Kunst, Industrie und Landwirtschaft geehrt.

## Familie
Er war mit Gräfin Marianne zu Solms-Laubach, eine geborene zu Stolberg-Wernigerode (* 6. September 1835; † 13. August 1910) verheiratet. Der gemeinsame Sohn Wilhelm zu Solms-Laubach (1861–1936) wurde Landrat in Schlüchtern, der jüngere Sohn Karl zu Solms-Laubach (1870–1945) wurde Landrat in Hofgeismar. Der älteste Sohn Otto (1860–1904) folgte ihm in der Standesherrschaft nach.